# 克利夫·黑根
克利福德·奥尔德姆·黑根（英語：Clifford Oldham Hagan，1931年12月9日—），美国NBA联盟前职业篮球运动员。